# Cruzeiro do Iguaçu
Cruzeiro do Iguaçu là một đô thị thuộc bang Paraná, Brasil. Đô thị này có diện tích 161,493 km², dân số năm 2007 là 4244 người, mật độ 23,3 người/km².